# 皮茨堡蘭丁 (愛達荷州)
皮茨堡蘭丁（英語：Pittsburg Landing）是位於美國愛達荷州愛達荷縣的一個非建制地區。該地的面積和人口皆未知。

## 地理
皮茨堡蘭丁的座標為45°38′08″N 116°28′46″W / 45.63556°N 116.47944°W，而該地的平均海拔高度為350米（即1150英尺）。